# Портрет на фоне мифа
«Портрет на фоне мифа» — книга Владимира Войновича, выпущенная в 2002 году издательством «Эксмо-пресс» и вызвавшая резонанс в литературном сообществе. Полемическое произведение с элементами мемуаристики посвящено Александру Солженицыну и сложившимся вокруг него мифам.

## Содержание
Книга начинается с воспоминаний о том, как в 1961 году Александр Твардовский знакомил читающую Москву с произведением «Щ-854» («Один день Ивана Денисовича»). Его автор, имевший псевдоним А. Рязанский, был неизвестен, но многим сразу стало понятно, что в литературу пришёл крупный писатель.
Слава Солженицына росла, и в начале семидесятых годов XX века его портреты можно было увидеть во многих московских квартирах. «Архипелаг ГУЛАГ» по силе воздействия на умы встал в один ряд с речью Хрущёва на XX съезде. Однако сознание Войновича, по его признанию, «осталось не перевёрнутым». Более того — его мнение о Солженицыне ухудшилось. В упрёк автору «Архипелага» Войнович поставил антисемитизм и то, что он, защищая русских, «постоянно оскорбляет всех остальных и сам этого не сознаёт».
После «Августа Четырнадцатого» Солженицын начал писать неинтересно, и чтение «Красного колеса» — это «работа только для очень трудолюбивых», отметил далее Войнович.
Часть книги посвящена переписке Войновича с литературоведом Еленой Чуковской, которая была раздосадована тем, что персонаж антиутопии «Москва 2042» Сим Симыч Карнавалов похож на Солженицына. Елена Цезаревна напомнила, как люди, рискуя жизнью, хранили «Архипелаг ГУЛАГ»; Войнович в ответ сообщил, что «описывал типичного русского идола».
Начало 1990-х Войнович обозначил как время ожидания Солженицына. Второе пришествие писателя было тщательно подготовлено им самим; упреждающим условием стало издание книг массовым тиражом, и публике Солженицын явился «с заранее приготовленным выражением лица».

## Отзывы и рецензии
Мнения критиков и литературоведов, прочитавших «Портрет на фоне мифа», разделились. Так, филолог Александр Кобринский («Дружба народов») заметил, что книга Войновича посвящена борьбе со «всеобъемлющим и ничего, кроме себя, не слышащим пафосом». Правда, уточняет Кобринский, пытаясь использовать оружие своего оппонента, Войнович тут же начинает проигрывать.
Профессор МГУ Юрий Семёнов («Скепсис») поддержал Войновича, выступившего против обоготворения Солженицына (который после «Одного дня Ивана Денисовича» «непрерывно деградировал»), но при этом упрекнул автора «Портрета…» в стремлении превознести себя и собственные произведения.
Писатель Геннадий Красухин («Вопросы литературы») увидел правоту Войновича в том, что уже в ранней публицистической книге Солженицына «Бодался телёнок с дубом» ощущается «превосходство одного над всеми». Герой этого произведения, по утверждению Красухина, изображает себя человеком, который никогда и нигде не ошибался.
Павел Басинский («Литературная газета») признался, что чувства, которые возникли после прочтения «Портрета…», можно назвать смесью злости, недоумения и жалости. По мнению журналиста, эмоций у Войновича больше, чем фактов, а доминирующим началом является обида. В рецензии, озаглавленной «Жалобная книга», Басинский процитировал поэта Дмитрия Пригова, который как-то сказал, что «Солженицын не просил любить его в молодости и ненавидеть в старости».
Литературный критик Андрей Немзер, обнаружив в книге черты того Солженицына, которого Войнович «придумал из головы», констатировал, что автор действительно смешного романа о Чонкине не равен создателю «Портрета…» и не тем войдёт в историю. В этом же ключе высказался белорусский политолог еврейского происхождения Вольф Рубинчик, упрекнувший В. Войновича в искажении позиции оппонента.
Заместитель главного редактора журнала «Знамя» Наталья Иванова, посвятившая книге «Портрет на фоне мифа» большую статью, подчеркнула, что прекрасно знающий законы драматургии Войнович сначала выстроил декорации и создал контекст, а затем устроил суд — «быстрый, чуть ли не мгновенный».
Лизе Новиковой («Коммерсантъ») произведение Войновича напомнило «художественный перформанс», в ходе которого автор «Портрета…» не только помогает созданию нового мифа о Солженицыне, но и просит коллегу «потесниться».